# がんばれ!TEAM NACS
『がんばれ!TEAM NACS』（がんばれ!チーム ナックス）は、2021年にWOWOWプライムとWOWOW4Kで放送・WOWOWオンデマンドで配信されていたテレビ番組。3月7日・3月14日に先行放送されており、2021年6月20日から8月15日まで本放送が行われていた。演劇ユニット・TEAM NACS（森崎博之・安田顕・戸次重幸・大泉洋・音尾琢真）主演で、TEAM NACSの冠番組でもある。

## 概要
演劇ユニット・TEAM NACSの結成25周年とWOWOWの開局30周年を記念したコラボレーション企画である。TEAM NACSのメンバーが本人役を演じたフェイクドキュメンタリーであり、テレビドラマ、ドキュメンタリーの要素の他にもバラエティ的な要素が含まれている。また、TEAM NACSの出身地である北海道を盛り上げる応援企画になっている。
監督はNHKのディレクターで、『篤姫』や『外事警察』などを演出した、堀切園健太郎が担当した。撮影は北海道で行われ、ARRIのALEXA 65という高解像度シネマカメラが日本では初めて使用された。
放送回数は全9回。第1回を結成25周年の記念日にあたる、2021年3月7日（無料放送）、第2回を3月14日の23:00 - 23:30に先行して放送・配信し、6月20日から本放送・配信を行った（第1回は無料放送）。3月3日の17時からWOWOW公式YouTubeチャンネルと公式サイトでepisode1の先行無料配信が行われている。
また、メイキング映像と膨大な量の本編未公開映像で構成される『メイキング・オブ・「がんばれ！TEAM NACS」』を、WOWOWオンデマンドで、放送と連動して、各話の放送直後に、vol.1からvol.9まで配信される予定。5月21日の17時には、スペシャルダイジェスト版のvol.0がWOWOW公式YouTubeチャンネルで公開される。
9月3日には、未公開シーンとインタビュー映像も盛り込んだ『劇場版 がんばれ!TEAM NACS』が公開された。
2022年2月9日には、アミューズソフトより、Blu-rayとDVDが発売される。

## 企画・あらすじ
最初の番組の企画として、音尾琢真が監督・脚本を担当した、戦隊ヒーロー作品『バック・トゥ・ザ・戦隊・フューチャーズ』を行う。音尾が、学生時代から温めていた企画であり、映画『バック・トゥ・ザ・フューチャ』をオマージュしている。ヒーローのドクレッドを森崎博之、ドクブルーを大泉洋、ドクピンクを戸次重幸が演じた。また、悪役キャラクターのバフン男を安田顕が、同じく悪役キャラクターの女帝デロリアンを吉田羊が演じた。しかし、音尾が撮影中に怪我をしてしまい、撮影が中止になる。そのため、代わりに、国民的グループを目指した楽曲制作や、「NACS新メンバーオーディション」などの企画を行う。

## 出演者

### レギュラー出演者
- 森崎博之（TEAM NACS）[1][15]
- 安田顕（TEAM NACS）[1][15]
- 戸次重幸（TEAM NACS）[1][15]
- 大泉洋（TEAM NACS）[1][15]
- 音尾琢真（TEAM NACS）[1][15]

### ゲスト出演者
- 吉田羊（特別出演（episode1/episode7））[1][15][17]
- 田中温子（ゲスト出演（episode1））[18]
- 満島真之介（ゲスト出演（episode2））[19]
- 瑛人（ゲスト出演（episode2））[19]
- ヒャダイン（ゲスト出演（episode3））[19]
- 服部隆之（ゲスト出演（episode3））[20]
- 河邉千恵子（ゲスト出演（episode3））
- 牧野澪菜（ゲスト出演（episode3））[21]
- 島太星（NORD）（ゲスト出演（episode4））[22]
- 鈴井貴之（ゲスト出演（episode4））[22]
- 大黒摩季（ゲスト出演（episode5））[22]
- コロッケ（ゲスト出演（episode5））[22]
- タカアンドトシ（タカ・トシ）（ゲスト出演（episode5））[22]
- 武田真治（ゲスト出演（episode5））[22]
- 菊地亜美（ゲスト出演（episode5））[22]
- ジャガーズ（ゲスト出演（episode5））[22]
- 高橋名人（ゲスト出演（episode5））[22]
- とにかく明るい安村（ゲスト出演（episode5））[22]
- バービー（ゲスト出演（episode5））[22]
- 本郷杏奈（ゲスト出演（episode5））[22]
- 細川たかし（ゲスト出演（episode6））[23]
- 松岡茉優（ゲスト出演（episode7））[24]
- 山口一郎（サカナクション）（ゲスト出演（final episode））[25]

## スタッフ
- 監督：堀切園健太郎、上條大輔[1][26]
- 脚本・構成：竹村武司[1][26]
- 音楽：岩崎太整[1][26]
- 撮影監督：山田康介（J.S.C.）[26]
- 撮影：相馬大輔、古長真也、神田創、榊原直記[1][26]
- 美術：平井淳郎
- 録音：西岡正巳
- 編集：鈴木真一
- 選曲：石井和之
- 装飾：佐藤桃子
- VFXプロデューサー：赤羽智史
- ヘアメイク：佐々木愛、諸橋みゆき
- スタイリスト：加藤みゆき、もりやゆり
- 制作：坪井力
- 企画：CREATIVE OFFICE CUE、AMUSE[26]
- プロデューサー：岡野真紀子（WOWOW）、近見哲平（テレパック）、下井健一（アミューズ）[5][26]
- 制作協力：テレパック[26]
- 製作：WOWOW、アミューズ[26]

## 放送リスト
| 話数          | 先行放送 | 本放送  |
| ------------- | -------- | ------- |
| episode1      | 3月07日  | 6月20日 |
| episode2      | 3月14日  | 6月27日 |
| episode3      | なし     | 7月04日 |
| episode4      | なし     | 7月11日 |
| episode5      | なし     | 7月18日 |
| episode6      | なし     | 7月25日 |
| episode7      | なし     | 8月01日 |
| episode8      | なし     | 8月08日 |
| final episode | なし     | 8月15日 |

## 劇場版
『劇場版 がんばれ!TEAM NACS』は、2021年9月3日に全国公開された日本映画。

### 劇場版出演者
- 森崎博之（TEAM NACS）[27]
- 安田顕（TEAM NACS）[27]
- 戸次重幸（TEAM NACS）[27]
- 大泉洋（TEAM NACS）[27]
- 音尾琢真（TEAM NACS）[27]

### 劇場版スタッフ
- 監督：堀切園健太郎[27]
- 脚本・構成：竹村武司[27]
- 音楽：岩崎太整[27]
- 企画：クリエイティブオフィスキュー、アミューズ[27]
- 制作協力：テレパック[27]
- 配給：WOWOW[27]
- 製作：WOWOW、アミューズ[27]

## Blu-ray・DVD
- 豪華版（セルBlu-ray）
  - 品番：ASBDP-1261
  - 仕様：3枚組＜本編DISC2枚＋特典映像DISC1枚（『メイキング・オブ・「がんばれ！TEAM NACS」』、「劇場版 がんばれ！TEAM NACS」収録）＞
- 通常版（セルDVD）
  - 品番：ASBP-6537
  - 仕様：3枚組＜本編DISC2枚＋特典映像DISC1枚（『メイキング・オブ・「がんばれ！TEAM NACS」』収録）＞
- 通常版（レンタルDVD）※本編のみ（全2巻）
  - ①巻
    - 品番：ASBX-6538

  - ②巻
    - 品番：ASBX-6539